# Nogometna reprezentacija Britanskih Djevičanskih otoka
Nogometna reprezentacija Britanskih Djevičanski otoka (eng. the British Virgin Islands national football team) je nogometna reprerezentacija Britanskih Djevičanki otoka koja je pod kontrolom BDO nogometnog saveza ( eng. British Virgin Islands Football Association). 
Do sada se nisu uspjeli kvalificirati na Svjetska prvenstva, niti na CONCACAF-ova natjecanja
Jedna su od najlošijih reprezentacija na svijetu. U listopadu 2010. izgubili su od Dominikanske Republike 17:0. 